# حسین نایل

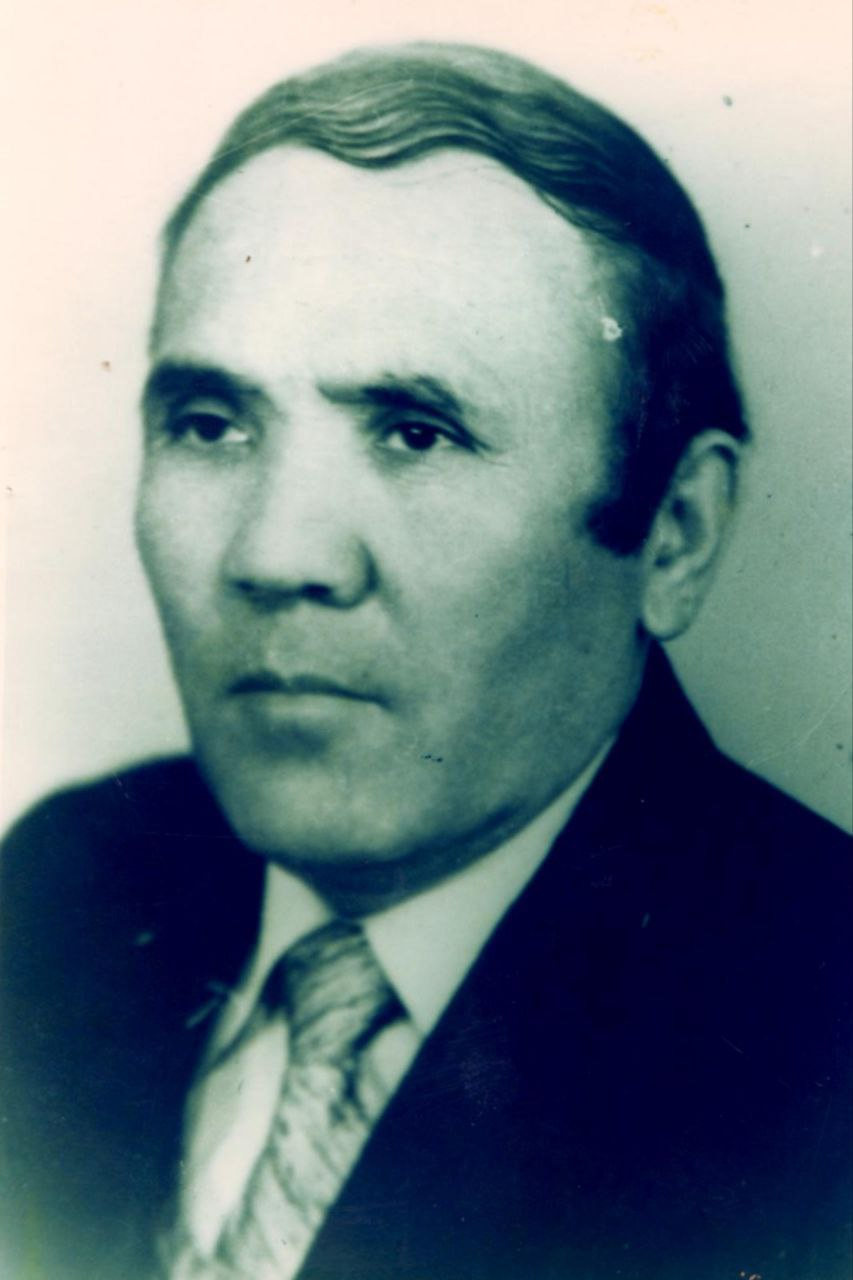
حسین نایل، نویسنده و عضو سابق آکادمی علوم افغانستان

حسین نایل، نویسنده و استاد دانشگاه و عضو سابق آکادمی علوم افغانستان بود. نایل، یکی از پژوهشگران نام‌دار افغانستان و از نخستین کسانی بود که یک رویکرد علمی را در زمینهٔ پژوهش دربارهٔ تاریخ، فرهنگ و رجال مردم طایفه هزاره بنیان گذاشت. او در دوران عضویت خود در آکادمی علوم افغانستان، سفرهای زیادی به کشورهای مختلف داشت و از سوی نهاد‌های بسیاری از ایشان تقدیر شد.

## زندگی‌نامه
حسین نایل در سال ۱۳۱۰ خورشیدی در کابل به دنیا آمده است. او اصالتاً از قریهٔ حصار قول‌خویش، ولسوالی حصهٔ اول بهسود، ولایت میدان وردک بود. پدر او غلام‌حسین نام داشت و به‌دلیل مشکلات زندگی، فشار سیاسی و بدرفتاری کوچی‌ها، ده و دیار خود را ترک نموده و به کابل عزیمت کرده بود.
نایل، بعد از سپری کردن ایام کودکی، وارد مکتب ابتداییه شد و بعد از یک وقفهٔ کوتاه تحصیلات خود را در لیسه شبانه اِدامه داد و کورس‌های مالی و اداری را در مربوطات وزارت معارف نیز فراگرفت. همین‌طور به‌عنوان کارمند در بخش اداری وزارت صحت‌عامه مشغول به‌کار شد. او با شرکت‌های خصوصی نیز به‌عنوان دفتردار کار کرده است.

## فعالیت‌های اجتماعی و اداری
حسین نایل در سال ۱۳۴۱ خورشیدی در ریاست مجادله ملاریا به‌عنوان کارمند کار کرد، و بعدها به مدت دو سال در مربوطات وزارت تعلیم و تربیه به‌صفت معلم خدمت کرده است و سپس در سال ۱۳۵۳ خورشیدی به‌کرسی استادیاری در دانشکده ادبیات و علوم بشری دانشگاه کابل تکیه زده و سال‌های زیادی در این سمت باقی ماند.
او بین سال‌های ۱۳۵۵ تا ۱۳۵۶ خورشیدی به‌عنوان کارمند در اداره اصلاحات ارضی کار کرد و در این اداره در ۲۶ سرطان ۱۳۵۶ هـ. ش از رتبه هفتم به هشتم، ترفیع گرفت.

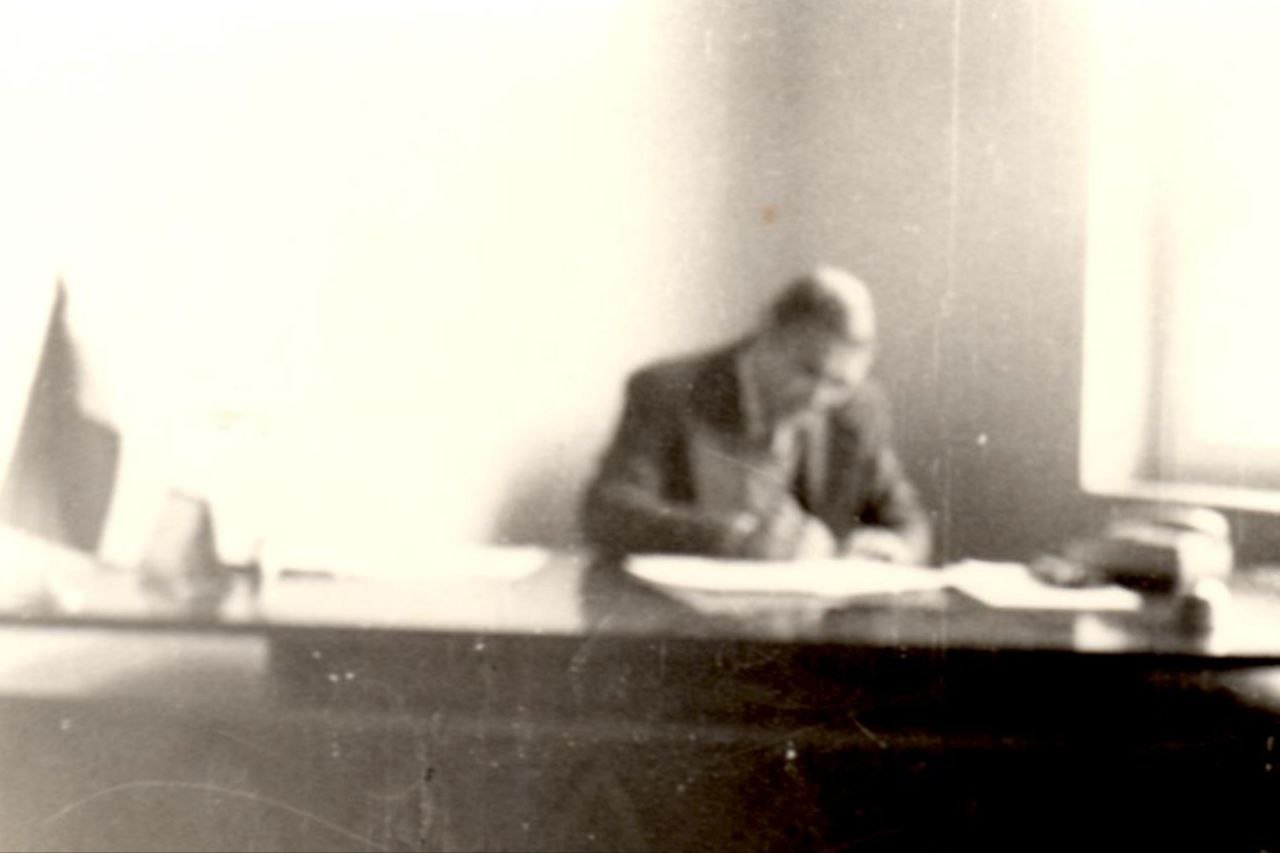
حسین نایل در دفتر کارش در ریاست تفتیش وزارت مالیه؛ سال ۱۳۵۹ هجری خورشیدی

از سال ۱۳۵۷ تا ۱۳۵۹ خورشیدی در سمت معاون گمرک‌ها و رئیس تفتیش وزارت مالیه خدمت کرده است و در این وزارت در ۷ ثور ۱۳۵۷ هـ. ش به رتبهٔ چهارم، ریاست اداری، مدیریت مأموران وزارت مالیه ترفیع گرفت.
آقای نایل لقب «کارمند شایستهٔ فرهنگ» را از سوی «انجمن نویسندگان» بنا بر فرمان شماره ۴۷۳، مورخهٔ ۱۲/۳/۱۳۶۹ ه‍.ش رئیس‌جمهوری و مدال هفتادمین سال استقلال افغانستان را در کارنامهٔ خود دارد.

## کارنامهٔ مطبوعاتی و فرهنگی
نایل افزون بر شرکت و سخنرانی در مجامع و کنفرانس‌های بزرگ علمی و ادبی در داخل و خارج از افغانستان، در نشریات، مجلات، نهادها و سمینارهای ادبی نیز  فعالیت کرده و عضویت داشته است:

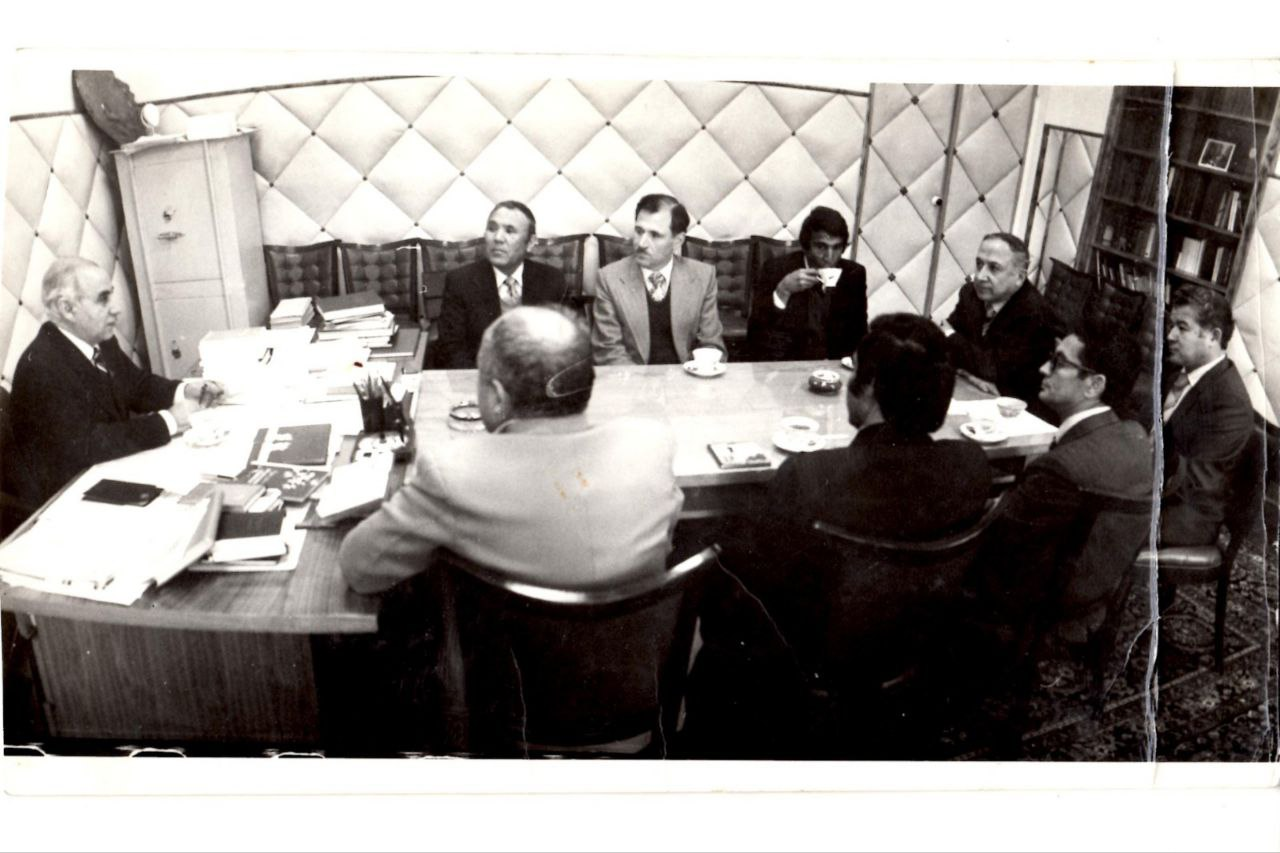
شهر دوشنبه، در حضور رئیس آکادمی علوم تاجیکستان، سال 1360 هجری خورشیدی

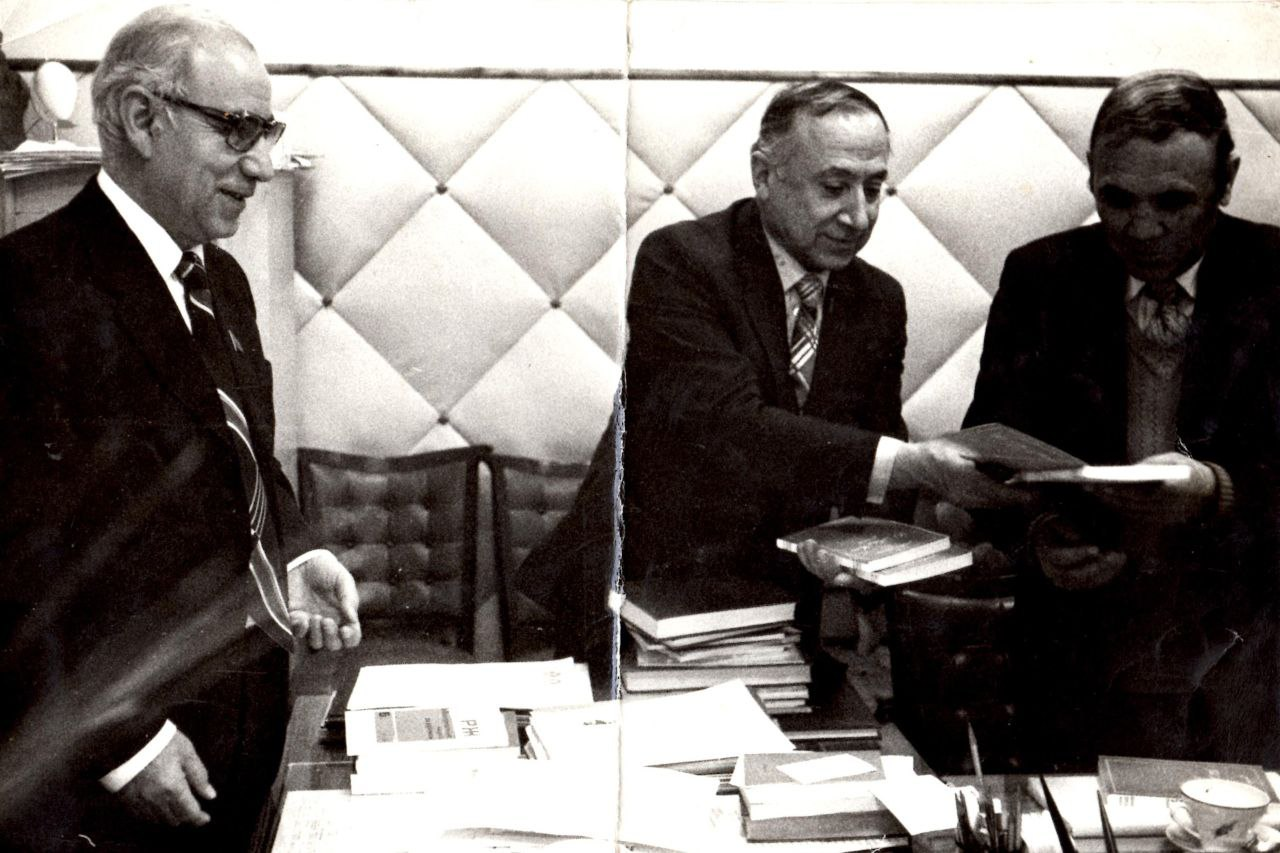
شهر دوشنبه، دفتر کار استاد محمد عاصمی رئیس آکادمی علوم تاجیکستان، سال 1360 هجری خورشیدی

- عضو هیئت تحریریه مجله خراسان از سال 1352 تا 1359 هـ.ش.
- عضو سمینار بزرگداشت هزار و دوصدمین سال وفات خالد برمکی، 24 جوزای 1361 هـ. ش؛
- عضو کمیته تدوین قانون کتاب‌خانه‌های عامه، 1362 هـ. ش؛
- عضو سمینار شناخت فولکلور، 25 میزان 1363 هـ. ش؛
- عضو کمیته پذیرش و ارزیابی مقالات در سمینار سه صد و چهلمین سال تولد میرزا عبدالقادر بیدل، 1363 هـ. ش؛
- عضو اصلی سمینار هنر خطه در دو قرن اخیر، 15 و 16 عقرب 1364 هـ. ش؛
- عضو شورای عالی فرهنگ ملیت‌ها، 20 سرطان 1366 هـ. ش؛
- عضو هیئت تحریریه مجله ملیت‌های برادر، 1367 هـ. ش؛
- عضو هیئت قیمت‌گذاری کتب استاد خلیلی در کتاب‌خانه‌های عامه، وزارت اطلاعات و کلتور، 1368 هـ. ش؛
- عضو شورای مرکزی و هیئت رئیسه انجمن نویسندگان افغانستان، 1369هـ. ش؛
- عضو هیئت تحریریه مجله ژوندون (زندگی)، 1369هـ. ش؛
- مدیر مسئول مجله خراسان از سال 1369 تا 1370 هـ. ش؛
- عضو هیئت تحریریه مجله غرجستان؛
- عضو هیئت تحریریه مجله حجت؛
- عضو اتحادیه ژورنالیست‌های افغانستان.

آقای نایل علاوه بر این با نشریات و مجلات مختلف همکاری مستمر و طولانی داشته و برخی از مقالات و نوشته‌های ایشان در مجلات دیگر نیز چاپ و منتشر شده است. متأسفانه به دلیل تحولات سیاسی در افغانستان بسیاری از این نوشته‌ها و مقالات  از بین رفته و در دسترس نیست.

## آثار قلمی و کتاب‌ها
حسین نایل یکی از پژوهشگران پرکار و باپشتکار افغانستان بود که آثار قلمی فراوانی را به‌رشتهٔ تحریر درآورده است. او با هدف‌مندی و تلاش خستگی‌ناپذیر کتاب‌های ذیل را از خود به یادگار گذاشته است:
- فهرست کتب چاپی دری افغانستان، چاپ انجمن تاریخ، سال 1356 هـ. ش؛
- سایه‌روشن‌هایی از وضع جامعه هزاره، چاپ اول، 1364 ه‍. ش، وزارت اقوام و قبایل، چاپ دوم در کویته، چاپ سوم در قم، چاپ چهارم نشر زریاب در کابل، 1394 هـ. ش؛[۵]
- یادنامهٔ کاتب، چاپ اول وزارت اقوام و قبایل، 1365 ه‍. ش، چاپ دوم بنیاد اندیشه، 1395 هـ. ش؛
- سیری در ادبیات سدهٔ سیزدهم، جلد اول، چاپ وزارت اقوام و قبایل، 1365 هـ. ش (برنده جایزه)؛
- کهزاد و پژوهش‌های او، چاپ دانشگاه کابل، 1366 هـ. ش؛ · اعلام سراج‌التواریخ (جلد اول)، چاپ دانشگاه کابل، 1366 هـ. ش؛
- اعلام سراج (رجال، اماکن و قبایل هزاره)، چاپ دانشگاه کابل، 1366 هـ. ش؛
- سال‌نمای رویدادهای فرهنگی در گسترهٔ زبان دری، چاپ انجمن نویسندگان، 1367 هـ. ش؛
- مقدمه و چاپ تذکره، چاپ آکادمی علوم، 1367 ه‍. ش
- سرزمین و رجال هزاره‌جات، چاپ اول مرکز فرهنگی نویسندگان افغانستان در قم، 1379 ه‍. ش، چاپ دوم بنیاد اندیشه در کابل؛
- ساختار طبیعی هزاره‌جات، چاپ اول، انتشارات صلصال در قم، 1381 هـ. ش، چاپ دوم بنیاد اندیشه در کابل؛
- سیری در ادبیات سدهٔ سیزدهم، جلد دوم، آکادمی علوم افغانستان، 1382 هـ. ش؛
- جستارها، چاپ بنیاد اندیشه در کابل، خزان 1395 هـ. ش؛
- مسایل هزاره در شش جلد، چاپ بنیاد اندیشه در کابل، 1397؛[۶][۷][۸]

## درگذشت
حسین نایل، بعد از سپری نمودن ۶۷ بهار از زندگی پربار علمی و فرهنگی خود، حوالی ساعت ۴ صبح روز شنبه، ۱۶ حمل ۱۳۷۶ هـ. ش، بر اثر بیماری، چشم از جهان فروبست. پیکر نایل حوالی ساعت یک همان روز در دامنهٔ شمالی تپهٔ بی‌بی مهرو در کابل به‌خاک سپرده شد. عبدالشکور رشاد، معاون اول آکادمی علوم افغانستان در آن زمان، ضمن قدردانی از خدمات فرهنگی و علمی آقای نایل، نبود او را یک ضایعهٔ فرهنگی خواند. (نایل، 1395: 6)